# Down to Joy
Down to Joy ist ein Lied von Van Morrison, das 2021 als Teil des Soundtracks zum Filmdrama Belfast erschien.

## Hintergrund
Der Soundtrack zum Film Belfast, der lose auf der Kindheit von Regisseur Kenneth Branagh beruht, besteht zu einem Großteil aus alten und bekannten Songs des irischen Singer-Songwriters Van Morrison. Down to Joy selbst wurde von Van Morrison für den Film verfasst und ist das einzige neue Lied auf dem Soundtrack. Das Lied selbst basiert auf einer Demoaufnahme von Van Morrison aus den frühen 1970ern namens Coming Down to Joy. Der Song selbst ist zu Beginn des Films zu hören. Er wurde bislang nicht als Single veröffentlicht und auch ein Soundtrack zum Film existiert bislang nicht. Jedoch wurde der Song als nicht offizieller Upload über YouTube veröffentlicht beziehungsweise geleakt.

## Rezeption
Down to Joy wurde bei der Oscarverleihung 2022 als Bester Song nominiert. Bei den Golden Globe Awards 2022 war der Song ebenfalls nominiert, verlor jedoch gegen das Bond-Thema No Time to Die von Billie Eilish aus dem gleichnamigen Film.